# Liste deutscher Staatsanwaltschaften
In Deutschland bestehen neben dem Generalbundesanwalt beim Bundesgerichtshof Staatsanwaltschaften bei jedem Landgericht, sowie bei den Oberlandesgerichten. In Berlin und Frankfurt am Main wurden außerdem Amtsanwaltschaften eingerichtet. Die Begriffe Bezirksanwaltschaft und Bezirksstaatsanwaltschaft werden in Deutschland nicht verwendet, diese sind Österreich und der Schweiz vorbehalten.
| Bundesland (16)        | Generalstaatsanwaltschaft (24)                    | Staatsanwaltschaft (116), Amtsanwaltschaft (2) |
| ---------------------- | ------------------------------------------------- | ---------------------------------------------- |
| Baden-Württemberg      | Generalstaatsanwaltschaft Karlsruhe               | Staatsanwaltschaft Baden-Baden                 |
| Baden-Württemberg      | Generalstaatsanwaltschaft Karlsruhe               | Staatsanwaltschaft Freiburg                    |
| Baden-Württemberg      | Generalstaatsanwaltschaft Karlsruhe               | Staatsanwaltschaft Heidelberg                  |
| Baden-Württemberg      | Generalstaatsanwaltschaft Karlsruhe               | Staatsanwaltschaft Karlsruhe                   |
| Baden-Württemberg      | Generalstaatsanwaltschaft Karlsruhe               | Staatsanwaltschaft Konstanz                    |
| Baden-Württemberg      | Generalstaatsanwaltschaft Karlsruhe               | Staatsanwaltschaft Mannheim                    |
| Baden-Württemberg      | Generalstaatsanwaltschaft Karlsruhe               | Staatsanwaltschaft Mosbach                     |
| Baden-Württemberg      | Generalstaatsanwaltschaft Karlsruhe               | Staatsanwaltschaft Offenburg                   |
| Baden-Württemberg      | Generalstaatsanwaltschaft Karlsruhe               | Staatsanwaltschaft Waldshut-Tiengen            |
| Baden-Württemberg      | Generalstaatsanwaltschaft Stuttgart               | Staatsanwaltschaft Ellwangen                   |
| Baden-Württemberg      | Generalstaatsanwaltschaft Stuttgart               | Staatsanwaltschaft Hechingen                   |
| Baden-Württemberg      | Generalstaatsanwaltschaft Stuttgart               | Staatsanwaltschaft Heilbronn                   |
| Baden-Württemberg      | Generalstaatsanwaltschaft Stuttgart               | Staatsanwaltschaft Ravensburg                  |
| Baden-Württemberg      | Generalstaatsanwaltschaft Stuttgart               | Staatsanwaltschaft Rottweil                    |
| Baden-Württemberg      | Generalstaatsanwaltschaft Stuttgart               | Staatsanwaltschaft Stuttgart                   |
| Baden-Württemberg      | Generalstaatsanwaltschaft Stuttgart               | Staatsanwaltschaft Tübingen                    |
| Baden-Württemberg      | Generalstaatsanwaltschaft Stuttgart               | Staatsanwaltschaft Ulm                         |
| Bayern                 | Generalstaatsanwaltschaft Bamberg                 | Staatsanwaltschaft Aschaffenburg               |
| Bayern                 | Generalstaatsanwaltschaft Bamberg                 | Staatsanwaltschaft Bamberg                     |
| Bayern                 | Generalstaatsanwaltschaft Bamberg                 | Staatsanwaltschaft Bayreuth                    |
| Bayern                 | Generalstaatsanwaltschaft Bamberg                 | Staatsanwaltschaft Coburg                      |
| Bayern                 | Generalstaatsanwaltschaft Bamberg                 | Staatsanwaltschaft Hof                         |
| Bayern                 | Generalstaatsanwaltschaft Bamberg                 | Staatsanwaltschaft Schweinfurt                 |
| Bayern                 | Generalstaatsanwaltschaft Bamberg                 | Staatsanwaltschaft Würzburg                    |
| Bayern                 | Generalstaatsanwaltschaft München                 | Staatsanwaltschaft Augsburg                    |
| Bayern                 | Generalstaatsanwaltschaft München                 | Staatsanwaltschaft Deggendorf                  |
| Bayern                 | Generalstaatsanwaltschaft München                 | Staatsanwaltschaft Ingolstadt                  |
| Bayern                 | Generalstaatsanwaltschaft München                 | Staatsanwaltschaft Kempten                     |
| Bayern                 | Generalstaatsanwaltschaft München                 | Staatsanwaltschaft Landshut                    |
| Bayern                 | Generalstaatsanwaltschaft München                 | Staatsanwaltschaft Memmingen                   |
| Bayern                 | Generalstaatsanwaltschaft München                 | Staatsanwaltschaft München I                   |
| Bayern                 | Generalstaatsanwaltschaft München                 | Staatsanwaltschaft München II                  |
| Bayern                 | Generalstaatsanwaltschaft München                 | Staatsanwaltschaft Passau                      |
| Bayern                 | Generalstaatsanwaltschaft München                 | Staatsanwaltschaft Traunstein                  |
| Bayern                 | Generalstaatsanwaltschaft Nürnberg                | Staatsanwaltschaft Amberg                      |
| Bayern                 | Generalstaatsanwaltschaft Nürnberg                | Staatsanwaltschaft Ansbach                     |
| Bayern                 | Generalstaatsanwaltschaft Nürnberg                | Staatsanwaltschaft Nürnberg-Fürth              |
| Bayern                 | Generalstaatsanwaltschaft Nürnberg                | Staatsanwaltschaft Regensburg                  |
| Bayern                 | Generalstaatsanwaltschaft Nürnberg                | Staatsanwaltschaft Weiden                      |
| Berlin                 | Generalstaatsanwaltschaft Berlin                  | Staatsanwaltschaft Berlin                      |
| Berlin                 | Generalstaatsanwaltschaft Berlin                  | Amtsanwaltschaft Berlin                        |
| Brandenburg            | Brandenburgische Generalstaatsanwaltschaft        | Staatsanwaltschaft Cottbus                     |
| Brandenburg            | Brandenburgische Generalstaatsanwaltschaft        | Staatsanwaltschaft Frankfurt (Oder)            |
| Brandenburg            | Brandenburgische Generalstaatsanwaltschaft        | Staatsanwaltschaft Neuruppin                   |
| Brandenburg            | Brandenburgische Generalstaatsanwaltschaft        | Staatsanwaltschaft Potsdam                     |
| Bremen                 | Generalstaatsanwaltschaft Bremen                  | Staatsanwaltschaft Bremen                      |
| Hamburg                | Generalstaatsanwaltschaft Hamburg                 | Staatsanwaltschaft Hamburg                     |
| Hessen                 | Generalstaatsanwaltschaft Frankfurt am Main       | Staatsanwaltschaft Darmstadt                   |
| Hessen                 | Generalstaatsanwaltschaft Frankfurt am Main       | Staatsanwaltschaft Frankfurt am Main           |
| Hessen                 | Generalstaatsanwaltschaft Frankfurt am Main       | Amtsanwaltschaft Frankfurt am Main             |
| Hessen                 | Generalstaatsanwaltschaft Frankfurt am Main       | Staatsanwaltschaft Fulda                       |
| Hessen                 | Generalstaatsanwaltschaft Frankfurt am Main       | Staatsanwaltschaft Gießen                      |
| Hessen                 | Generalstaatsanwaltschaft Frankfurt am Main       | Staatsanwaltschaft Hanau                       |
| Hessen                 | Generalstaatsanwaltschaft Frankfurt am Main       | Staatsanwaltschaft Kassel                      |
| Hessen                 | Generalstaatsanwaltschaft Frankfurt am Main       | Staatsanwaltschaft Limburg a. d. Lahn          |
| Hessen                 | Generalstaatsanwaltschaft Frankfurt am Main       | Staatsanwaltschaft Marburg                     |
| Hessen                 | Generalstaatsanwaltschaft Frankfurt am Main       | Staatsanwaltschaft Wiesbaden                   |
| Mecklenburg-Vorpommern | Generalstaatsanwaltschaft Rostock                 | Staatsanwaltschaft Neubrandenburg              |
| Mecklenburg-Vorpommern | Generalstaatsanwaltschaft Rostock                 | Staatsanwaltschaft Rostock                     |
| Mecklenburg-Vorpommern | Generalstaatsanwaltschaft Rostock                 | Staatsanwaltschaft Schwerin                    |
| Mecklenburg-Vorpommern | Generalstaatsanwaltschaft Rostock                 | Staatsanwaltschaft Stralsund                   |
| Niedersachsen          | Generalstaatsanwaltschaft Braunschweig            | Staatsanwaltschaft Braunschweig                |
| Niedersachsen          | Generalstaatsanwaltschaft Braunschweig            | Staatsanwaltschaft Göttingen                   |
| Niedersachsen          | Generalstaatsanwaltschaft Celle                   | Staatsanwaltschaft Bückeburg                   |
| Niedersachsen          | Generalstaatsanwaltschaft Celle                   | Staatsanwaltschaft Hannover                    |
| Niedersachsen          | Generalstaatsanwaltschaft Celle                   | Staatsanwaltschaft Hildesheim                  |
| Niedersachsen          | Generalstaatsanwaltschaft Celle                   | Staatsanwaltschaft Lüneburg                    |
| Niedersachsen          | Generalstaatsanwaltschaft Celle                   | Staatsanwaltschaft Stade                       |
| Niedersachsen          | Generalstaatsanwaltschaft Celle                   | Staatsanwaltschaft Verden                      |
| Niedersachsen          | Generalstaatsanwaltschaft Oldenburg               | Staatsanwaltschaft Aurich                      |
| Niedersachsen          | Generalstaatsanwaltschaft Oldenburg               | Staatsanwaltschaft Oldenburg                   |
| Niedersachsen          | Generalstaatsanwaltschaft Oldenburg               | Staatsanwaltschaft Osnabrück                   |
| Nordrhein-Westfalen    | Generalstaatsanwaltschaft Düsseldorf              | Staatsanwaltschaft Duisburg                    |
| Nordrhein-Westfalen    | Generalstaatsanwaltschaft Düsseldorf              | Staatsanwaltschaft Düsseldorf                  |
| Nordrhein-Westfalen    | Generalstaatsanwaltschaft Düsseldorf              | Staatsanwaltschaft Kleve                       |
| Nordrhein-Westfalen    | Generalstaatsanwaltschaft Düsseldorf              | Staatsanwaltschaft Krefeld                     |
| Nordrhein-Westfalen    | Generalstaatsanwaltschaft Düsseldorf              | Staatsanwaltschaft Mönchengladbach             |
| Nordrhein-Westfalen    | Generalstaatsanwaltschaft Düsseldorf              | Staatsanwaltschaft Wuppertal                   |
| Nordrhein-Westfalen    | Generalstaatsanwaltschaft Hamm                    | Staatsanwaltschaft Arnsberg                    |
| Nordrhein-Westfalen    | Generalstaatsanwaltschaft Hamm                    | Staatsanwaltschaft Bielefeld                   |
| Nordrhein-Westfalen    | Generalstaatsanwaltschaft Hamm                    | Staatsanwaltschaft Bochum                      |
| Nordrhein-Westfalen    | Generalstaatsanwaltschaft Hamm                    | Staatsanwaltschaft Detmold                     |
| Nordrhein-Westfalen    | Generalstaatsanwaltschaft Hamm                    | Staatsanwaltschaft Dortmund                    |
| Nordrhein-Westfalen    | Generalstaatsanwaltschaft Hamm                    | Staatsanwaltschaft Essen                       |
| Nordrhein-Westfalen    | Generalstaatsanwaltschaft Hamm                    | Staatsanwaltschaft Hagen                       |
| Nordrhein-Westfalen    | Generalstaatsanwaltschaft Hamm                    | Staatsanwaltschaft Münster                     |
| Nordrhein-Westfalen    | Generalstaatsanwaltschaft Hamm                    | Staatsanwaltschaft Paderborn                   |
| Nordrhein-Westfalen    | Generalstaatsanwaltschaft Hamm                    | Staatsanwaltschaft Siegen                      |
| Nordrhein-Westfalen    | Generalstaatsanwaltschaft Köln                    | Staatsanwaltschaft Aachen                      |
| Nordrhein-Westfalen    | Generalstaatsanwaltschaft Köln                    | Staatsanwaltschaft Bonn                        |
| Nordrhein-Westfalen    | Generalstaatsanwaltschaft Köln                    | Staatsanwaltschaft Köln                        |
| Rheinland-Pfalz        | Generalstaatsanwaltschaft Zweibrücken             | Staatsanwaltschaft Frankenthal (Pfalz)         |
| Rheinland-Pfalz        | Generalstaatsanwaltschaft Zweibrücken             | Staatsanwaltschaft Kaiserslautern              |
| Rheinland-Pfalz        | Generalstaatsanwaltschaft Zweibrücken             | Staatsanwaltschaft Landau in der Pfalz         |
| Rheinland-Pfalz        | Generalstaatsanwaltschaft Zweibrücken             | Staatsanwaltschaft Zweibrücken                 |
| Rheinland-Pfalz        | Generalstaatsanwaltschaft Koblenz                 | Staatsanwaltschaft Bad Kreuznach               |
| Rheinland-Pfalz        | Generalstaatsanwaltschaft Koblenz                 | Staatsanwaltschaft Koblenz                     |
| Rheinland-Pfalz        | Generalstaatsanwaltschaft Koblenz                 | Staatsanwaltschaft Mainz                       |
| Rheinland-Pfalz        | Generalstaatsanwaltschaft Koblenz                 | Staatsanwaltschaft Trier                       |
| Saarland               | Generalstaatsanwaltschaft Saarbrücken             | Staatsanwaltschaft Saarbrücken                 |
| Sachsen                | Generalstaatsanwaltschaft Dresden                 | Staatsanwaltschaft Chemnitz                    |
| Sachsen                | Generalstaatsanwaltschaft Dresden                 | Staatsanwaltschaft Dresden                     |
| Sachsen                | Generalstaatsanwaltschaft Dresden                 | Staatsanwaltschaft Görlitz                     |
| Sachsen                | Generalstaatsanwaltschaft Dresden                 | Staatsanwaltschaft Leipzig                     |
| Sachsen                | Generalstaatsanwaltschaft Dresden                 | Staatsanwaltschaft Zwickau                     |
| Sachsen-Anhalt         | Generalstaatsanwaltschaft Naumburg                | Staatsanwaltschaft Dessau-Roßlau               |
| Sachsen-Anhalt         | Generalstaatsanwaltschaft Naumburg                | Staatsanwaltschaft Halle                       |
| Sachsen-Anhalt         | Generalstaatsanwaltschaft Naumburg                | Staatsanwaltschaft Magdeburg                   |
| Sachsen-Anhalt         | Generalstaatsanwaltschaft Naumburg                | Staatsanwaltschaft Stendal                     |
| Schleswig-Holstein     | Schleswig-Holsteinische Generalstaatsanwaltschaft | Staatsanwaltschaft Flensburg                   |
| Schleswig-Holstein     | Schleswig-Holsteinische Generalstaatsanwaltschaft | Staatsanwaltschaft Itzehoe                     |
| Schleswig-Holstein     | Schleswig-Holsteinische Generalstaatsanwaltschaft | Staatsanwaltschaft Kiel                        |
| Schleswig-Holstein     | Schleswig-Holsteinische Generalstaatsanwaltschaft | Staatsanwaltschaft Lübeck                      |
| Thüringen              | Thüringer Generalstaatsanwaltschaft               | Staatsanwaltschaft Erfurt                      |
| Thüringen              | Thüringer Generalstaatsanwaltschaft               | Staatsanwaltschaft Gera                        |
| Thüringen              | Thüringer Generalstaatsanwaltschaft               | Staatsanwaltschaft Meiningen                   |
| Thüringen              | Thüringer Generalstaatsanwaltschaft               | Staatsanwaltschaft Mühlhausen                  |